# Отдельный Дом «Клетинский Бор» (Пионерлагерь)
Отдельный Дом «Клетинский Бор» — населённый пункт в Кимрском районе Тверской области. Входит в состав Титовского сельского поселения.

## География
Находится в юго-восточной части Тверской области на расстоянии приблизительно 8 км на юго-запад по прямой от районного центра города Кимры на правом берегу Волги.

## История
В XIX веке место было ненаселённое. До Великой Отечественной войны здесь также не отмечалось поселений. Населённый пункт был отмечен уже только на карте 1978 года как пионерлагерь.

## Население
Численность населения не была учтена как в 2002 году, так и в 2010.